# كاو هوي
كاو هوي (بالصينية: 曹慧) هي نبالة صينية، ولدت في 7 سبتمبر 1991.

## وصلات خارجية
- كاو هوي على موقع الاتحاد الدولي للرماية بالسهام (الإنجليزية)
- كاو هوي على موقع أوليمبيديا (الإنجليزية)
- كاو هوي على موقع اللجنة الأولمبية الصينية (الإنجليزية)